# اللغة السامي الشمالية
سامي الشمالية هي اللغة الأكثر انتشاراً من بين جميع لغات السامي. المنطقة التي تغطيها هذه اللغة هي مناطق شمال النرويج والسويد وفنلندا. يبلغ عدد المتكلمين فيها تقريباً ما بين 15.000 إلى 25.000 شخص.